# Platanias (Gemeinde)
Platanias (griechisch Δήμος Πλατανιά) ist eine griechische Gemeinde auf der Insel Kreta in der Region Kreta. Der Sitz der Gemeinde ist das Dorf Gerani.

## Lage
Das Gemeindegebiet von Platanias erstreckt sich im Nordwesten Kretas über eine Fläche von etwa 492 Quadratkilometern von der Küste bis zu den Lefka Ori und der Omalos-Hochebene im Inselinneren. Entlang der Nordküste reicht es im Westen von der Bucht von Kissamos (Κόλπος Κισσάμου Kólpos Kissámou) über die Rodopos-Halbinsel (Χερσόνησος Ροδωπού Chersonisos Rodopou) bis in die Mitte der Bucht von Chania (Κόλπος Χανίων Kólpos Chaníon). Angrenzende Gemeinden sind im Westen Kissamos, im Süden an Kandanos-Selino, im Osten Chania sowie im Südosten Sfakia.

## Verwaltungsgliederung
Die neue Gemeinde Platanias entstand bei der Verwaltungsreform 2010 innerhalb des Regionalbezirks Chania aus der Gemeindefusion von Platanias mit den Nachbargemeinden Kolymvari, Mousouri und Voukolies, die nunmehr Gemeindebezirksstatus (Δημοτική ενότητα Dimotikí enótita) haben. Diese waren in Ortsgemeinschaften (Τοπική Κοινότητα Topikí Kinótita) untergliedert, die seit dem Kleisthenis-I-Programm 2019 als Kinotita bezeichnet werden. Verwaltungssitz ist Gerani. Diese waren in
| Gemeindebezirk     | griechischer Name            | Code   | Fläche (km²) | Einwohner 2011 | Einwohner 2021 | Dimotiki Kinotita (Δημοτική Κοινότητα) | Lage |
| ------------------ | ---------------------------- | ------ | ------------ | -------------- | -------------- | --- | ---- |
| Platanias          | Δημοτική Ενότητα Πλατανιά    | 740601 | 074,688      | 5.275          | 4.665          | Gerani, Vlacheronitissa, Vryses, Zounaki, Kondomari, Kyparissos, Maleme, Manoliopoulo, Modi, Deres, Xamoudochori, Platanias, Sirili                                |      |
| Voukolies          | Δημοτική Ενότητα Βουκολιών   | 740602 | 076,180      | 3.116          | 2.877          | Voukoulies, Anoskeli, Kakopetros, Neo Choriou Kydonias, Neriana, Palea Roumata, Polemarchi, Tavronitis, Chrysavgi                                                  |      |
| Kolymvari          | Δημοτική Ενότητα Κολυμβαρίου | 740603 | 150,504      | 4.457          | 4.139          | Kolymvari, Afrata, Vasilopoulo, Vounes, Glossa, Deliana, Drakona, Episkopi, Zymbragos, Kalydonia, Kamisiana, Kares, Nochia, Panethimos, Ravdoucha, Rodopos, Spilia |      |
| Mousouri           | Δημοτική Ενότητα Μουσούρων   | 740604 | 190,966      | 4.026          | 3.618          | Alikianos, Vatolakkos, Kares, Koufos, Lakki, Meskla, Orthouni, Prases, Sebronas, Skines, Fournes, Psathogiannos                                                    |      |
| Gemeinde Platanias | Gemeinde Platanias           | 7406   | 492,338      | 16.874         | 15.299         | |      |

## Wirtschaft
Platanias und das Nachbardorf Agia Marina ist ein beliebtes Touristendorf mit Sandstränden, mehreren Hotels, Restaurants, Bars, Nachtclubs und Souvenirläden. Die Gegend ist vor allem bei skandinavischen Touristen beliebt; die Saison dauert von April bis Oktober.